# Zico (rapper)
Đây là một tên người Triều Tiên, họ là Woo.
Woo Ji-ho (tiếng Hàn Quốc: 우지호; sinh ngày 14 tháng 9 năm 1992) thường được biết đến với nghệ danh Zico (cách điệu: ZICO; tiếng Hàn Quốc: 지코), là một nam rapper, nhà sản xuất thu âm, nhạc sĩ người Hàn Quốc, là trưởng nhóm nhạc nam Block B thuộc công ty Seven Season. Anh đã cho phát hành ba album solo, Gallery (2015), Television (2017) và Thinking (2019). Ngoài ra, Zico còn là CEO và nhà sản xuất của công ty KOZ Entertainment do anh sáng lập.
Zico được biết tới như là một nghệ sĩ đa dạng về phong cách trong làng nhạc hip hop Hàn Quốc, anh duy trì các hoạt động như một nghệ sĩ underground cũng như một idol. Năm 2015, với vai trò là một nhà sản xuất, Zico cùng với Paloalto của Hi-Lite Records tham gia vào cuộc thi rap Show Me the Money 4. Tháng 4 năm 2017, Zico tiếp tục kết hợp cùng đồng nghiệp - bạn thân Dean, trở thành bộ đôi giám khảo và nhà sản xuất âm nhạc cho chương trình hiphop Show Me the Money 6.

## Tiểu sử

### Bắt đầu sự nghiệp
Zico sinh ra tại Mapo, Seoul. Anh từng học ngành Trình diễn nghệ thuật tại Trường Trung học Âm nhạc Seoul. Trong lời bài hát "Release", anh có đề cập rằng đã du học 1 năm ở Canada và Trung Quốc, sau đó là 3 năm ở Nhật Bản.
Zico bắt đầu sự nghiệp âm nhạc bằng việc trở thành một rapper underground với nghệ danh "Nacseo" (Hangul: 낙서), có nghĩa là "viết vẽ nghuệch ngoạc" trong tiếng Hàn. Anh từng quảng bá dưới cái tên "Nacseo" trong thế giới Hip Hop ngầm tại Nhật Bản bên cạnh các nhóm "Dope Squad" và "Undisputed". Anh đã thử giọng tại SM Entertainment thời niên thiếu.
Năm 2009, anh chính thức ra mắt trong bộ đôi với Park Kyung có tên 'Harmonics' tại Hàn Quốc với đĩa đơn kỹ thuật số "The Letter". Anh bắt đầu gia nhập vào Stardom Entertainment cùng năm đó. Anh đã kết hợp với IU trong bài "Marshmallow", với Cho PD trong "Expectations For K-Hip Hop", và Jung Seul-gi trong "Outsiders".Năm 2010, anh phát hành bản mixtape đầu tiên của mình, Zico on the Block. Bản mixtape được đón nhận nồng nhiệt trong nền Hip Hop Hàn Quốc.

### 2011 - 2012: Ra mắt với Block B
Zico đã ra mắt với tư cách là trưởng nhóm của Block B từ ngày 15 tháng 4 năm 2011 với đĩa đơn quảng bá đầu tiên "Freeze". Anh đã tham gia sản xuất mini album đầu tay Welcome to the Block. Bộ Bình đẳng giới và Gia đình Hàn Quốc và Kênh phát sóng công cộng KBS đã cấm các bài hát "LOL" và "Did You Or Did You Not" vì trẻ vị thành niên. Khi được hỏi về lệnh cấm trên, anh nói:

"Không phải là chúng tôi không xem xét các quy định khi sản xuất các bài hát, nhưng tôi nghĩ rằng quyền tự do ngôn luận của chúng tôi đã bị gián đoạn. Tuy vậy, tôi thừa nhận rằng với tư cách là nhà sản xuất tạo ra các bài hát cho công chúng, đây là một thiếu sót của tôi khi không chú ý kĩ đến các quy định".
- Zico, Welcome to the Block Showcase Q&A

Cùng năm đó, Zico kết hợp với HyunA trong mini album đầu tay của cô Bubble Pop! trong ca khúc "Just Follow". Anh đã quảng bá cùng cô ấy trên các chương trình giải trí Hàn Quốc từ tháng 7 đến tháng 8. Anh tham dự MTV EMA 2011 tại Belfast, Bắc Ireland với tư cách là thành viên của Block B vào ngày 27 tháng 11, và bắt đầu tổ chức chương trình radio tương tác SBS-MTV "Studio C!" cùng bộ đôi rapper Mighty Mouth. Zico đã xuất hiện ở concert "It's My Year II' của Swings, biểu diễn "I Still Fly" và "Cocks".
Trong năm 2012, anh trở lại sân khấu với bài hát "Stay in Shanghai" cùng nhóm nhạc nữ Wink trên Inkigayo ngày 19 tháng 2. Anh cũng đã biểu diễn tại lễ hội Hip Hop All Force One vào ngày 21 tháng 7 cùng với Dok2 và Beenzino. Ngày 24 tháng 10, anh bắt đầu dẫn chương trình The Show của SBS-MTV cùng P.O, thành viên của Block B. Tại Lễ trao giải âm nhạc châu Á Mnet   2012, Zico đã tham gia vào hội Hip Hop có tên "Beats Rocks The World" với các nghệ sĩ Loco, Double K, Davichi và Dynamic Duo. Tháng 10, anh sản xuất và phát hành bản mixtape thứ hai, Zico On The Block 1.5. Tháng 12, anh đồng sản xuất mini album thứ ba của D-Unit. Cùng năm, anh cũng tham gia vào Học viện Truyền thông và Nghệ thuật Dong-ah với chuyên ngành Diễn viên.

### 2013: Các diss track
Zico đã biểu diễn tại concert của Phantom ngày 17 tháng 5 và tại Lễ hội One Hiphop vào ngày 7 tháng 9.
Tháng 8, Zico bị diss trong phản hồi của Deepflow (딥플로우) với "King Swings" của Swings, một bài hát được soạn từ "Control". Trong đó, Deedflow đã cáo buộc Zico và Jay Park chỉ tham gia Hip Hop vì tiền. Sau đó, rapper Aphelia đã sáng tác ca khúc "Zicontrol", nói về sự thất vọng của anh với sự nổi tiếng của Zico như một thần tượng so với khó khăn khi chỉ là một nghệ sĩ Hip hop. Dean'P (데드피), trong bài hát "Rap Game Control", cũng bày tỏ sự thất vọng về những thần tượng tự gọi mình là "Hiphop" và sự hòa nhập văn hóa K-pop chính thống và thế giới Hip Hop ngầm. Ngày 18 tháng 10, Zico và thành viên Block B P.O đã đến Tuần lễ Thời trang Seoul với thương hiệu Dominic's Way và nhà thiết kế Song Hye-Myung (송혜명). Tháng 11, Zico được đăng tải trên tạp chí IZE công khai về sự xâm nhập của các sasaeng fan vào cuộc sống của anh, buộc anh phải liên tục thay đổi số điện thoại để tránh họ. Anh đã biểu diễn tại SBS Gayo Daejeon 2013 với tư cách là một nghệ sĩ Hip Hop cùng sự kết hợp của MFBTY, B.A.P.'s Bang Yongguk, and Eun Jiwon.

### 2014: Ra mắt với tư cách nghệ sĩ solo và sự nghiệp sản xuất
Cuối tháng 5 năm 2014, sau thảm họa phà Sewol, Zico đã đến đám tang của một người hâm mộ đã chết trong vụ việc và dành lời rap cho cô tại concert Block B's 2014 Blockbuster
Tháng 6, Hyomin của T-Ara đã phát hành mini album Make Up do Brave Brothers sản xuất, bị cho là đạo nhạc từ các bản phối khác nhau và các bản phát hành trước đó của Zico. Cô phủ nhận mọi cáo buộc, nói rằng lời bài hát là tỏ lòng thành kính và cô đã được Zico cho phép sử dụng. Tuy nhiên, cô không đề cập tới anh như một nhà sản xuất trong bài hát
Tháng 7, Zico xuất hiện với tư cách là một MC trong chương trình Show! Music Core của MBC. Anh cũng xuất hiện trong mùa thứ hai của chương trình truyền hình Fashion King Korea, cùng với thành viên Block B, P.O. Anh cũng là người đứng đầu trong concert Freestyle Day 2014 tổ chức ngày 2 tháng 8 tại Uniqlo Ax. Anh tham gia trên sân khấu đặc biệt với Dymanic Duo tại M!Countdown kỷ niệm 10 năm, biểu diễn bài hát "Friday Night".
Ngày 9 tháng 9, Zico đã sản xuất âm nhạc cho show S/S15 của Go Tae Yong tại Tuần lễ Thời trang New York và tiếp tục hợp  tác với anh ấy cho Tuần lễ Thời trang Seoul. Zico cũng tham gia The Hiphop Festa với Dok2, The Quiett và Simon D ngày 4 tháng 10. Anh cũng đã biểu diễn tại Hiphopplaya Show Weekend, một lễ hội Hip Hop của Hàn Quốc tại Quảng trường Xanh Itaewon ngày 31 tháng 10. Anh đã xuất hiện tại Liên hoan bài hát châu Á 2014 cùng Lee Teuk của Super Junior và Minah của Girl's Day. ANh cũng đã biểu diễn một sân khấu hợp tác trong lễ hội đó với Hyungseung của Beast.
Ngày 7 tháng 11, Zico chính thức phát hành đĩa đơn đầu tay mang tên "Tough Cookie" kết hợp với rapper Don Mills. Trong music video đi kèm với đĩa đơn, anh bị chỉ trích vì mặc một chiếc áo khoác có gắn cờ Liên minh Mỹ và sử dụng một lời nguyền đồng bóng trong lời bài hát. Đại diện của Zico đã chính thức giải quyết vấn đề này, nói rằng hàm ý đồng tính của thuật ngữ này là ngoài ý muốn và Zico không có thành kiến gì với những người khác xu hướng tình dục
Zico đã biểu diễn trên sân khấu kết hợp với Seo Taiji tại Giải thưởng âm nhạc châu Á Mnet 2014, trình diễn bài hát "Coming Home" của Seo Taiji and Boys

### 2015 - 2016:Show Me The Moneyvà các đĩa đơn khác
Ngày 13 tháng 2 năm 2015, Zico đã phát hành "Well Done" - đĩa đơn thứ hai của anh và có sự tham gia của Ja Mezz. Tháng 3, anh đã soạn nhạc nền cho sàn diễn S/S 2015 của Beyond Closet tại Tuần lễ thời trang New York. Anh cũng đã tốt nghiệp cử nhân tại Học viện Truyền thông và Nghệ thuật Dong-Ah. Tháng 2 năm 2015, Zico tham gia trong tập hai của cuộc thi Unpretty Rapstar với tư cách là nhà sản xuất. Anh đã sản xuất bài hát "Up All Night" cho thí sinh Yuk Ji-dam; đoạn điệp khúc của bài hát sau đó được sử dụng trong tiểu phẩm "Say It! Yes Or No" trong chương trình hài kịch Gag Concert. Tháng 5 năm 2015, Zico được thông báo rằng sẽ xuất hiện trong Show me the Money 4 với tư cách là nhà sản xuất cùng Paloalto của Hi-Lite Records. Ngày 8 tháng 7, quản lý của anh đã lái xe gây tai nạn trong tình trạng say xỉn, khiến anh bị nhà tổ chức xem xét lại vị trí nhà sản xuất trong chương trình. Zico đã xác nhận không liên quan trong vụ tai nạn, và vẫn tiếp tục tham gia chương trình. Anh sản xuất bài hát "Turtle Trip" cho chương trình, sau đó là "Moneyflow" được phát hành ngày 7 tháng 8, "Fear" được phát hành ngày 21 tháng 8.
Tháng 10, Zico phát hành phiên bản riêng "Up All Night" với tựa đề "Say Yes Or No", có sự kết hợp với Penomeco và The Quiett. Anh cũng xuất hiện trong "Traveller" - bài hát thứ 7 trong album thứ tư của F(x) "4 Wall". Đĩa đơn "Boys and Girls" của anh được phát hành vào ngày 3 tháng 11, bài hát đạt hạng 1 trên Bảng xếp hạng kỹ thuật số Gaon cho hết tháng 11. Tháng 11, anh phát hành EP solo đầu tiên của mình, "Gallery" với ca khúc chủ đề "Eureka".
Ngày 25 tháng 1 năm 2016, Zico phát hành hai bài hát "It Was Love" cùng Luna của F(x) và "I Am You, You Are Me".
Giữa tháng 11 năm 2016, Jellyfish Entertainment thông báo rằng Kim Se-jeong của Gugudan sẽ phát hành một bài hát do Zico sản xuất. Bài hát "Flower Road" được Zico sáng tác trong 1 tập của chương trình tạp kỹ Talents for Sale. Bài hát đứng đầu nhiều bảng xếp hạng kỹ thuật số ở Hàn Quốc khi được phát hành từ ngày 23 tháng 11 năm 2016, và được đề cử cho Giải thưởng xu hướng của Melon Music Awards 2017(cần dẫn nguồn)
Cuối tháng đó, có thông báo rằng Zico, Crush và Dean sẽ hợp tác trong một đĩa đơn có tên "Bermuda Triangle", phát hành ngày 28 tháng 11. Bài hát cũng đạt vị trí số 1 trên nhiều bảng xếp hạng kỹ thuật số của Hàn Quốc khi phát hành. Ngoài ra, Zico, Crush, Dean cũng biểu diễn tại Mnet Asian Music Awards 2016 ngày 2 tháng 12 - nơi Zico giành giải Nam nghệ sĩ xuất sắc nhất.

### 2017 - 2018:Televisionvà rời Block B
Tháng 1 năm 2017, Zico biểu diễn tại London như một phần của sự hợp tác với nhãn hiệu thời trang MISBHV cho Tuần lễ thời trang London
Zico đã phát hành đĩa đơn kỹ thuật số "She's A Baby" vào ngày 13 tháng 4, bài hát đứng đầu 7 bảng xếp hạng âm nhạc ở Hàn Quốc khi phát hành.
Ngày 10 tháng 5, Psy đã phát hành một trong hai ca khúc chủ đề "I Luv It" có Zico đồng sáng tác từ album "4X2=8". Bài hát đứng số 1 trên tất cả các bảng xếp hạng tại Hàn Quốc.
Zico phát hành album cho riêng mình "Television" ngày 12 tháng 7 năm 2017. Album có 2 bài hát chủ đề là "Artist" và "Anti"; "Artist" đứng đầu một số bảng xếp hạng khi phát hành và "Anti" cũng được xếp hạng.
Ngày 4 tháng 4, Zico tham gia với tư cách là một trong những đội sản xuất cho mùa thứ sáu của Show Me The Money. Chương trình bắt đầu phát sóng từ ngày 30 tháng 6, các bài hát do Zico và Dean sản xuất bao gồm "Yozm Gang", "Where You At" và "Red Sun". Thí sinh cuối cùng của đội, Hangzoo từ Rhythm Power, đã giành chiến thắng trong mùa giải này.
Zico tham gia trong một bài hát thuộc album solo của Taeyang nhóm BigBang, "White Night", được công bố ngày 14 tháng 8.
Mùa xuân năm 2018, Zico trở thành nhà sản xuất âm nhạc cho chương trình MNET Wanna One Go Season 3: X-CON, sáng tác bài "Kangaroo" cho Wanna One.
Ngày 3 tháng 7 năm 2018, Zico được thông báo là sẽ phát hành một album duy nhất vào cuối tháng và có một bài kết hợp với IU. Hai ngày sau, Zico thông báo về buổi hòa nhạc solo vào ngày 11 và 12 tháng 8 tại Nhà thi đấu SK Olympic Handball Gymnasium ở Seoul và một chuyến lưu diễn vào tháng 9 và tháng 10. Các buổi biểu diễn ở Seoul gần như đã bán hết vé ngay lập tức khi bắt đầu bán ngày 16 tháng 7. Hai ngày sau, buổi biển diễn ở Tokyo, Nhật Bản được thông báo diễn ra vào ngày 1 và 2 tháng 9 năm 2018. Ngày 13 tháng 8, Zico thông báo sẽ lưu diễn Châu Âu từ ngày 26 tháng 9 đến ngày 2 tháng 10, tại Madrid, London, Berlin, Warsaw, Amsterdam, và Moscow. Ngày 28 tháng 8, Zico cũng lưu diễn tại Los Angeles, San Francisco, Chicago, và New York tại Mỹ vào cuối tháng 10.
Tháng 9 năm 2018, Zico tham dự Hội nghị Thượng đỉnh Liên Triều tại Bình Nhưỡng, Triều Tiên với tư cách là đại diện văn hóa của Hàn Quốc.
Ngày 23 tháng 11, Seven Seasons thông báo rằng Zico đã không gia hạn hợp đồng trong khi sáu thành viên còn lại của Block B thì có. Họ cũng tuyên bố rằng đang thảo luận về các hoạt động của nhóm trong tương lai.

### 2019: KOZ Entertaiment
Tháng 1 năm 2019, Zico thành lập công ty riêng KOZ Entertaiment (King of the Zungle). Anh đang lên kế hoạch sử dụng công ty của mình để phát triển các nghệ sĩ khác cũng như sự nghiệp của mình.
Ngày 2 tháng 3, theo thông báo của Thị trưởng Seoul, Park Won-soon, bổ nhiệm Zico làm đại diện thiện chí cho thành phố.

## Đời tư
Zico là một tín hữu của Giáo hội Công giáo Rôma với tên thánh là "Gioan Tông đồ" (John the Apostle) được anh xăm trên ngực cùng bức chân dung của mẹ mình và bên dưới là cụm từ "God save Paulus". Anh có một người anh trai, Woo Tae-woon - từng là thành viên nhóm nhạc thần tượng Speed. Zico theo học tại Học viện Truyền thông và Nghệ thuật Dong-ah (trường chuyên về thiết kế, sản xuất và truyền thông) từ năm 2013 đến 2015 và tốt nghiệp hệ cử nhân.

## Danh sách đĩa nhạc

### Album
- Thinking (2019)

### EP
- Gallery (2015)
- Television (2017)
- Thinking Part.1 (2019)
- Thinking Part.2 (2019)

## Danh sách video
| Năm  | Bài hát                                | Nghệ sĩ                                                                                   | Chú thích             |
| ---- | -------------------------------------- | ----------------------------------------------------------------------------------------- | --------------------- |
| 2011 | "Hero"                                 | Bizniz (feat. Zico, Park Kyung, L.E.O., Basick, Pento, J’kyun, SQ, Huckleberry P, B-Free) | Hiphopplaya           |
| 2011 | "Mic Ceremony"                         | i11evn (feat. Zico)                                                                       | Hiphopplaya           |
| 2012 | "Oasis"                                | Pia (feat. Zico)                                                                          | Loen Entertainment    |
| 2012 | "Officially Missing You, Too"          | Soyou and the Geeks                                                                       | Loen Entertainment    |
| 2013 | "Feel So Young"                        | Ugly Duck, Crush và Zico                                                                  | 9oods Product         |
| 2013 | "I Already Know"                       | Phantom                                                                                   | Brand New Music Korea |
| 2014 | "Tough Cookie"                         | Zico (feat. Don Mills)                                                                    | CJENMusic             |
| 2015 | "Well Done"                            | Zico (feat. Ja Mezz)                                                                      | CJENMusic             |
| 2015 | "MOMMAE"                               | Jay Park (feat. Ugly Duck)                                                                | JAYPARKOFFICIAL       |
| 2015 | "Whoa Ha!"                             | VASCO                                                                                     | 1theK                 |
| 2015 | "Oasis"                                | Crush (feat. Zico)                                                                        | Amoeba Culture        |
| 2015 | "Living Is NiNaNo" (PAYCO Ad Campaign) | Zico                                                                                      | PAYCO                 |
| 2015 | "Dark Panda"                           | Hyolyn, Paloalto, và Zico                                                                 | 1theK                 |
| 2015 | "Boys and Girls"                       | Zico (feat. Babylon)                                                                      | CJENMusic             |
| 2015 | "Pour Up"                              | Dean (feat. Zico)                                                                         | Dean The Official     |
| 2015 | "Eureka"                               | Zico (feat. Zion T)                                                                       | CJEN Music            |
| 2015 | "Veni Vidi Vici"                       | Zico (feat. DJ Wegun)                                                                     | CJEN Music            |
| 2016 | "I Am You, You Are Me"                 | Zico                                                                                      | CJEN Music            |
| 2016 | "Bermuda Triangle"                     | Zico, Crush, Dean                                                                         | CJEN Music            |
| 2017 | "She's a Baby"                         | Zico                                                                                      | CJEN Music            |
| 2017 | "Anti"                                 | Zico (feat. G.Soul)                                                                       | CJEN Music            |
| 2017 | "Artist"                               | Zico                                                                                      | CJEN Music            |

## Danh sách phim

### Chương trình truyền hình
| Năm  | Tên                                                             | Kênh    | Chú thích                                 |
| ---- | --------------------------------------------------------------- | ------- | ----------------------------------------- |
| 2015 | Show Me the Money (South Korean TV series)\|Show Me The Money 4 | Mnet    | Giám khảo kiêm nhà sản xuất cùng Paloalto |
| 2016 | Celebrity Bromance                                              | MBig TV | Với Choi Tae-joon                         |
| 2017 | Show Me The Money 6                                             | Mnet    | Giám khảo kiêm nhà sản xuất cùng Dean     |

## Giải thưởng và đề cử
| Năm  | Giải thưởng                       | Hạng mục                             | Đề cử                                           | Kết quả   |
| ---- | --------------------------------- | ------------------------------------ | ----------------------------------------------- | --------- |
| 2011 | 2011 HipHopPlaya Awards           | Featuring of the Year                | Zico                                            | Đề cử     |
| 2012 | 2012 HipHopPlaya Awards           | Featuring of the Year                | Zico                                            | Đề cử     |
| 2012 | 2012 HipHopPlaya Awards           | Mixtape of the Year                  | Zico on the Block 1.5                           | Đoạt giải |
| 2013 | 2013 HipHopPlaya Awards           | Collaboration of the Year            | "Feel So Young (Remix)" (với Ugly Duck & Crush) | Đoạt giải |
| 2014 | 2014 MBC Entertainment Awards     | Popularity Award - Music/Talk Show   | Zico (with Minho & Sohyun)                      | Đoạt giải |
| 2014 | KMC Awards 2014                   | Best Rap Song                        | "Tough Cookie"                                  | Đoạt giải |
| 2015 | MelOn Music Awards                | Hot Trend Award                      | "Fear" Song Min-ho (feat. Taeyang)              | Đề cử     |
| 2015 | MelOn Music Awards                | OST Award                            | "It Hurts" (với Sojin)                          | Đề cử     |
| 2015 | MelOn Music Awards                | R&B/Soul Award                       | "Oasis" Crush (feat. Zico)                      | Đề cử     |
| 2015 | 25th Seoul Music Awards           | Bonsang Award                        | "Boys and Girls"                                | Đề cử     |
| 2015 | 25th Seoul Music Awards           | Bonsang Award                        | "It Hurts" (với Sojin)                          | Đề cử     |
| 2015 | 25th Seoul Music Awards           | Popularity Award                     | "Boys and Girls"                                | Đề cử     |
| 2015 | 25th Seoul Music Awards           | Popularity Award                     | "It Hurts" (với Sojin)                          | Đề cử     |
| 2015 | 2015 HipHopPlaya Awards           | Artist of the Year                   | Zico                                            | Đề cử     |
| 2015 | 2015 HipHopPlaya Awards           | Rookie of the Year                   | Zico                                            | Đề cử     |
| 2015 | 2015 HipHopPlaya Awards           | Fashion Icon of the Year             | Zico                                            | Đoạt giải |
| 2015 | Korean Music Awards               | Best R&B & Soul Song                 | "풀어 (Pour Up)" Dean (feat. Zico)              | Đoạt giải |
| 2016 | 5th Gaon Chart K-Pop Awards       | Artist of the Year (song) - November | "Boys and Girls"                                | Đoạt giải |
| 2016 | 5th Gaon Chart K-Pop Awards       | Popular Singer of the Year           | Zico                                            | Đề cử     |
| 2016 | Melon Music Awards                | Best Artist of The Years             | Zico                                            | Đề cử     |
| 2016 | Melon Music Awards                | Top 10 Artists                       | Zico                                            | Đoạt giải |
| 2016 | Melon Music Awards                | Hot Trend                            | Zico                                            | Đoạt giải |
| 2016 | Melon Music Awards                | Rap / Hip Hop                        | Zico                                            | Đoạt giải |
| 2016 | Mnet Asian Music Awards           | Best Male Artist                     | Zico                                            | Đoạt giải |
| 2016 | Mnet Asian Music Awards           | Best Rap Performance                 | "I Am You, You Are Me"                          | Đề cử     |
| 2016 | Mnet Asian Music Awards           | HotelsCombined Artist of the Year    | Zico                                            | Đề cử     |
| 2016 | Mnet Asian Music Awards           | HotelsCombined Song of the Year      | "I Am You, You Are Me"                          | Đề cử     |
| 2017 | 31st Golden Disk Awards           | Digital Bonsang                      | "I Am You, You Are Me"                          | Đoạt giải |
| 2017 | 26th Seoul Music Awards           | Bonsang Award                        | Zico                                            | Đoạt giải |
| 2017 | Korea Music Copyright Association | Artist Award                         | Zico                                            | Đoạt giải |

## Chương trình âm nhạc

#### Music Bank
| Năm  | Ngày       | Bài hát    | Điểm |
| ---- | ---------- | ---------- | ---- |
| 2020 | 31 tháng 1 | "Any song" | 5469 |
| 2020 | 7 tháng 2  | "Any song" | 4490 |
| 2020 | 21 tháng 2 | "Any song" | 4006 |

#### Show! Music Core
| Năm  | Ngày       | Bài hát    | Điểm |
| ---- | ---------- | ---------- | ---- |
| 2020 | 1 tháng 2  | "Any song" | 8267 |
| 2020 | 8 tháng 2  | "Any song" | 7630 |
| 2020 | 15 tháng 2 | "Any song" | 6900 |
| 2020 | 22 tháng 2 | "Any song" | 7001 |

#### Inkigayo
| Năm  | Ngày        | Bài hát            | Điểm |
| ---- | ----------- | ------------------ | ---- |
| 2015 | 15 tháng 11 | "Boys and Girls"   | 7777 |
| 2016 | 11 tháng 12 | "Bermuda Triangle" | 7582 |
| 2018 | 12 tháng 8  | "SoulMate"         | 6816 |
| 2020 | 26 tháng 1  | "Any song"         | 7038 |
| 2020 | 2 tháng 2   | "Any song"         | 9033 |
| 2020 | 9 tháng 2   | "Any song"         | 8464 |
| 2024 | 12 tháng 5  | "SPOT!"            | 6861 |
| 2024 | 19 tháng 5  | "SPOT!"            | 7968 |